# Potok Mikulczycki
Potok Mikulczycki (odcinek w górnym biegu rzeki zwany także Potokiem Rokitnickim, a w dolnym Potokiem Żernickim) – rzeka w południowej Polsce, w województwie śląskim, prawobrzeżny dopływ Bytomki.

## Przebieg
Źródła rzeki znajdują się w bytomskiej dzielnicy Stolarzowice. Następnie płynie ona na południe pomiędzy bytomskimi Miechowicami a zabrzańską Helenką. Dalej dzieli na pół Rokitnicę i od północy opływa Mikulczyce. W Szałszy ponownie skręca na południe płynąc przez gliwickie Żerniki i Zatorze. Pomiędzy ulicami Jana Nowaka Jeziorańskiego (DK88) a Chorzowską, na wysokości zajezdni autobusowej wpada do Bytomki. Całkowita długość rzeki wynosi około 10 km. Powierzchnia zlewni wynosi 38,9 km².
Jakość wód Potoku określona jest jako pozaklasowe. Wpływają do niego wody z oczyszczalni ścieków: Zabrze-Rokitnica, Zabrze-Mikulczyce i Zabrze-Grzybowice.

## Historia
Początki osadnictwa nad Potokiem Mikulczyckim datuje się na XII wiek. Pierwszymi osadami są Rokitnica i Mikulczyce. W podobnym okresie powstały też Żerniki.
Przez wiele lat Potok Mikulczycki stanowił ważną granicę. Do roku 1179 była to granica między Śląskiem i Małopolską, do 1816 pomiędzy ziemią bytomską i toszecką, a do 1821 pomiędzy diecezjami krakowską i wrocławską. Skutki tego podziału szczególnie odczuwalne były przez mieszkańców Rokitnicy. Tereny położone na zachód od rzeki należały do wrocławskiej parafii w Wieszowie, a tereny na wschód od niej do krakowskiej parafii w Miechowicach.